# Christian Meyer
Christian Meyer (nascido em 12 de dezembro de 1969) é um ex-alemão, que participava em competições de ciclismo de estrada e pista.
Nos Jogos Olímpicos de Verão de 1992 em Barcelona, Meyer ganhou a medalha de outro no contrarrelógio por equipes (100 km), juntamente com Michael Rich, Bernd Dittert e Uwe Peschel. Um ano depois, ele conquistou a medalha de prata no Campeonato Mundial na mesma prova.